# Hoplodino gapensis
Hoplodino gapensis is een hooiwagen uit de familie Podoctidae.